# Фулвио Коловати
Фулвио Коловати (на италиански: Fulvio Collovati) е италиански футболист, защитник.

## Кариера
Коловати е роден в Теор, провинция Удине. Преминава през академията на Милан, и дебютира в Серия А с „росонерите“ в сезон 1976/77, в който играе 11 мача и дори печели Копа Италия. През следващия сезон той играе по-редовно (25 участия, 1 гол), но през сезон 1978/79, благодарение на 27-те си участия печели скудето. Това е една от малкото радости, които има в Милан, тъй като след края на сезон 1979/80 Милан е изхвърлен в Серия Б за участието им в скандала с футболни залози на Totonero. За разлика от останалите титулярни играчи, Коловати остава в Милан и в Серия Б и изиграва 36 мача, отбелязвайки 2 гола, като печели промоция за Серия А още през следващия сезон. Отново в Серия А, Милан печели Купа Митропа, като Коловати е капитан на отбора, но изненадващо отново изпада в Серия Б, но този път поради слабия сезон. По този повод, Коловати, който междувременно вече е национал, решава да се присъедини към градския съперник Интер Милано.
През първата си година с „нерадзурите“ (1982/83), той играе в 28 мача. В Интер той винаги е бил централен защитник, но през септември 1986 г. иска да бъде по-близо до родния си град Удине и е трансфериран в Удинезе Калчо, където остава само за 1 сезон (20 мача, 2 гола). Той завършва кариерата си през 1993 г., след прекарани 2 години в Рома и 4 в Дженоа.
След края на кариерата си работи като анализатор за телевизия Rai.

### Национален отбор
В своята международна кариера Коловати играе 50 мача и отбелязва 3 гола. Дебютира за Италия на 24 февруари 1979 г. срещу Нидерландия (3:0) и отбелязва първият си гол на 16 февруари 1980 г. по време на срещата Италия-Румъния (2:1). Коловати е част от отбора, който завършва на 4-то място на европейското първенство през 1980 г. на местна почва. Също така представя своята страна в 8 квалификационни мача за Световната купа по футбол и играе на световното първенство през 1982 г. в Испания, където Италия печели титлата за 3-ти път, а Коловати е избран в отбора на турнира. Той също така играе и на Световното първенство през 1986 г.

## Отличия

### Отборни
Милан
- Серия А: 1978/79
- Купа Митропа: 1982
- Копа Италия: 1977
- Серия Б: 1980/81

### Международни
Италия
- Световно първенство по футбол: 1982

### Индивидуални
- Световно първенство по футбол отбор на турнира: 1982[7]